# FSO Polonez
La FSO Polonez, conosciuta anche come FSO Caro è un'autovettura prodotta dalla FSO tra il 1978 ed il 2002.

## Prima serie

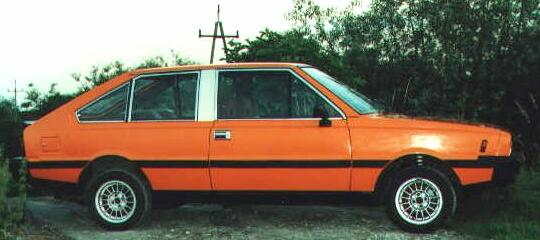
Una Polonez Coupé

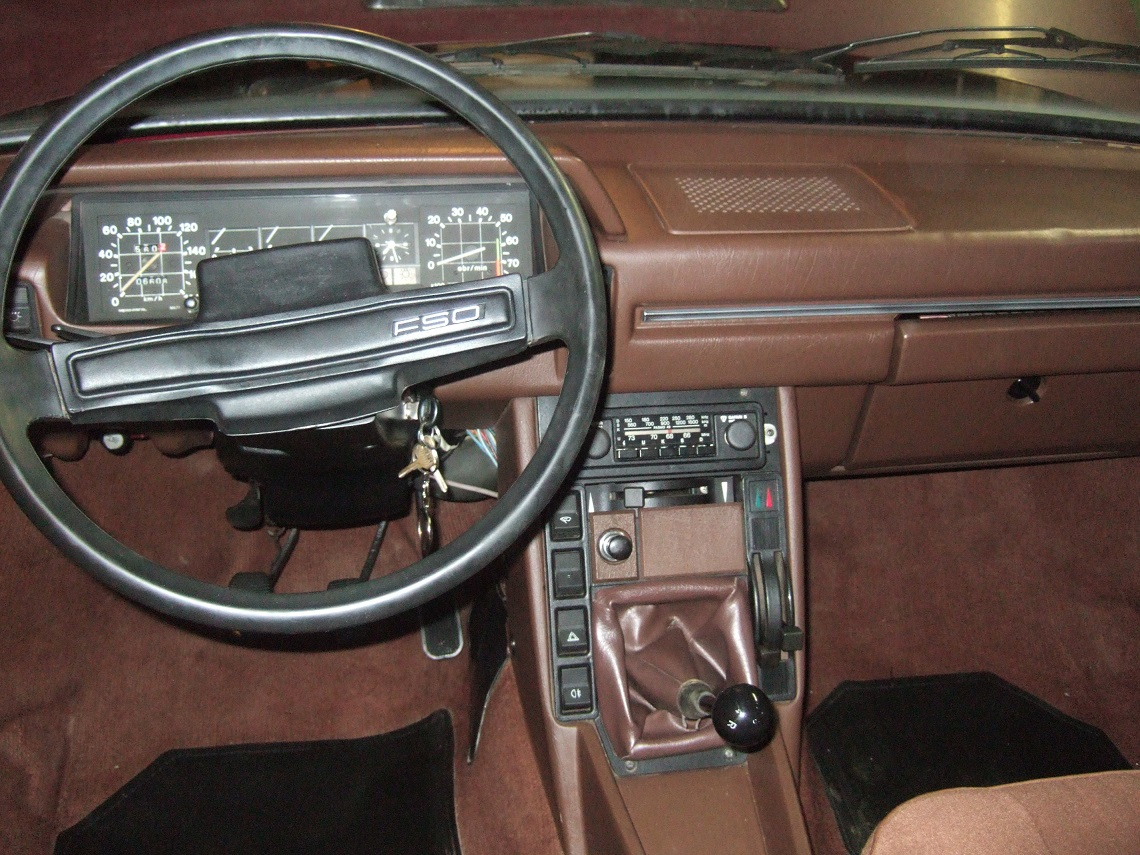
La plancia (1980)

Nel 1978 venne lanciata la Polonez, il suo nome derivato dalla danza polacca Polonaise, come auto del popolo dalla linea piuttosto moderna. Derivava direttamente dalla Polski Fiat 125p.
La FSO Polonez è stata progettata dal Centro Stile Fiat assieme a Giorgetto Giugiaro. La Polonez sembrava un'auto piuttosto moderna ma dalla linea pesante, montava una meccanica superata che derivava dalle vecchie Fiat 1500 e Fiat 125 con trazione posteriore con ponte rigido e sospensioni a balestra.
Nel 1983 venne adottato il terzo finestrino laterale e vennero presentati i prototipi "Polonez Coupé" con una linea abbastanza alla moda.
- 1978-1986 MR'78/MR'83/MR'85 (serie I, 1500)
- 1986-1991 MR'86/MR'87/MR'89 (serie II)
- 1991-1997 Caro (MR'91/MR'93) (serie III)
- 1997-2002 Caro Plus (MR'97) (serie IV)

## Facelift
Nel 1989 vi fu un aggiornamento dell'auto: il bagagliaio posteriore si abbassò fino al paraurti posteriore, i fari posteriori furono stondati e la bocca di carico fu più facilmente accessibile.
Nel Gennaio del 1989 la prima Polonez catalizzata fu presentata all'Auto Show di Amsterdam.

## Seconda serie

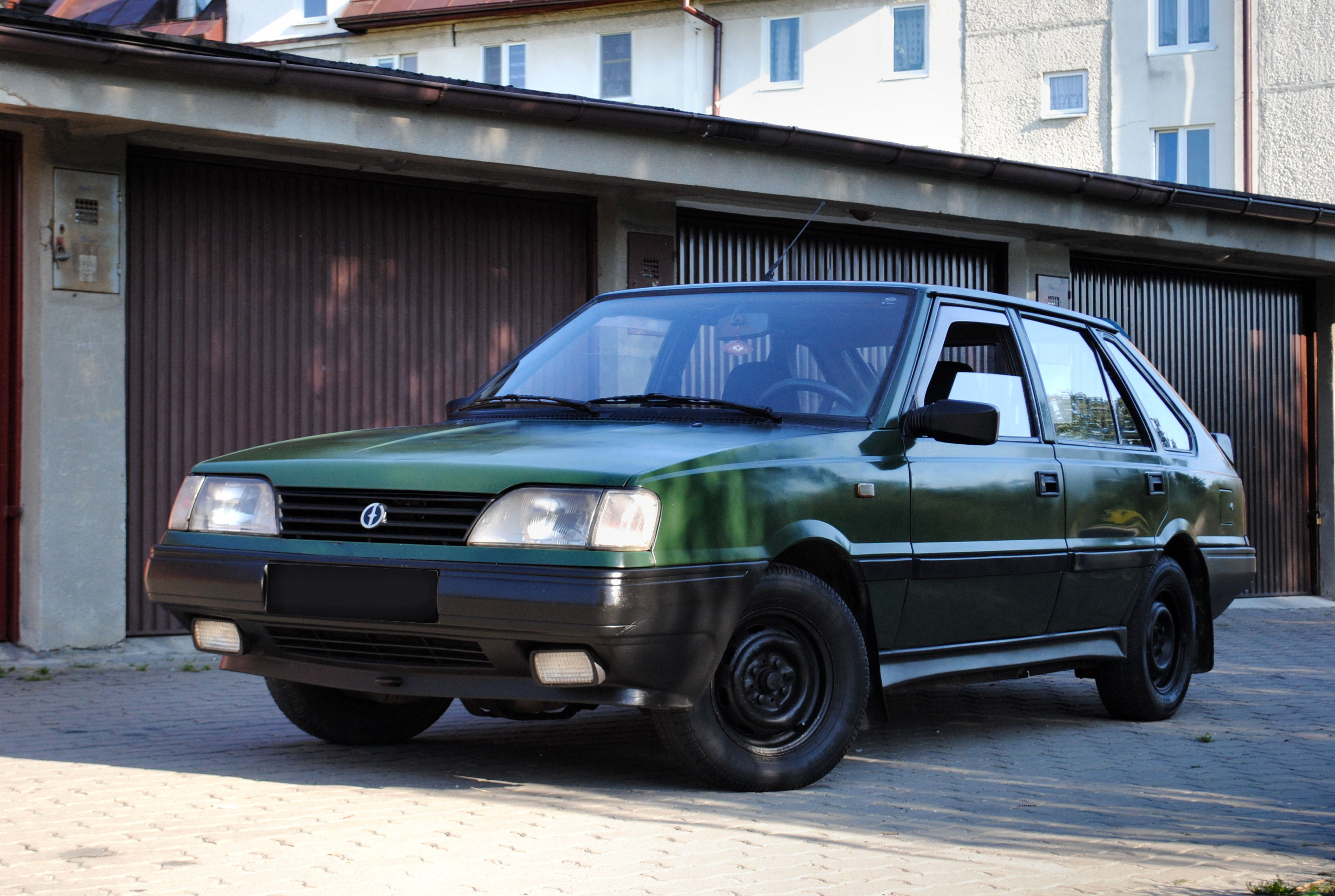
Una Polonez seconda serie restyling "Caro"

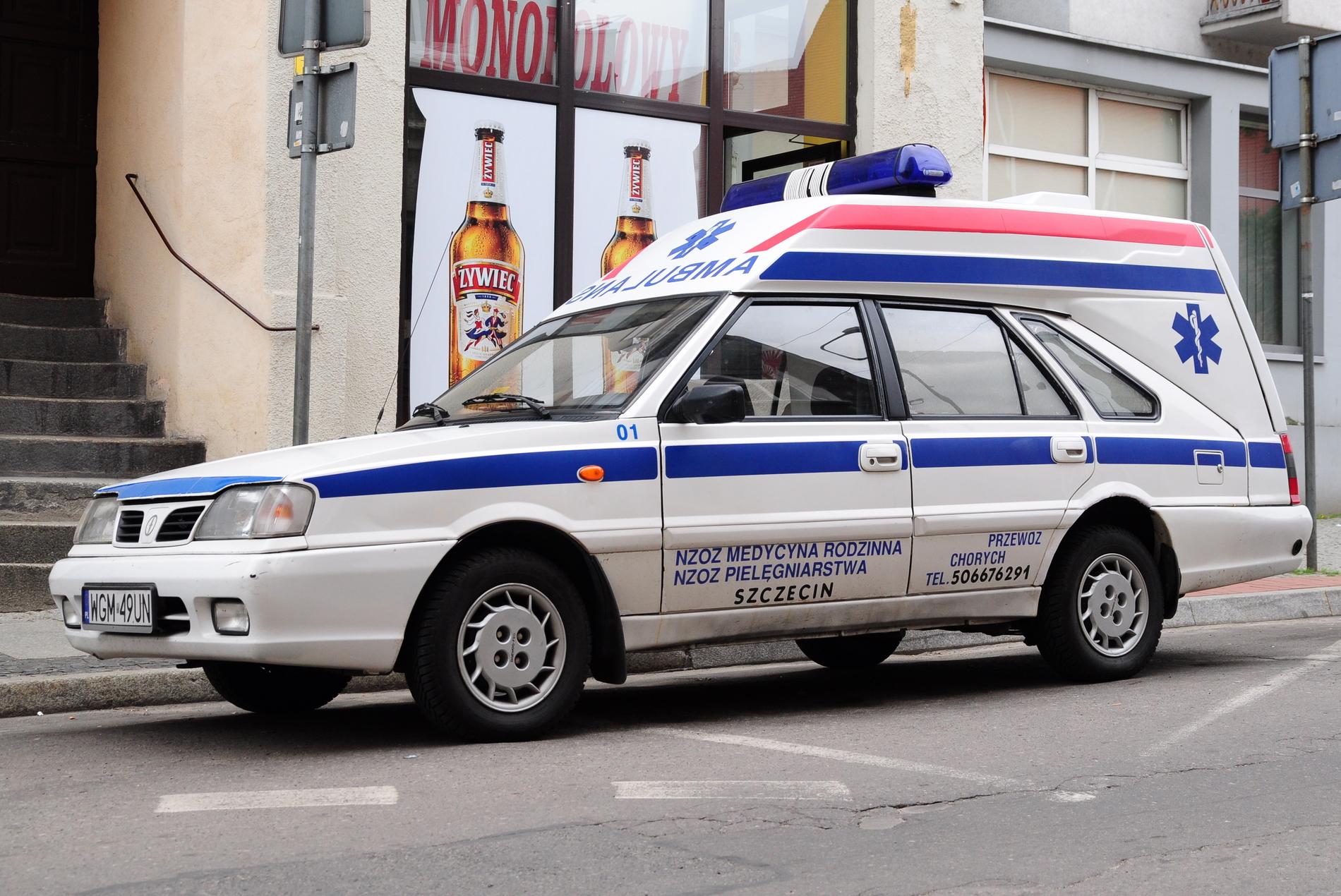
Daewoo-FSO Cargo Plus (ambulanza)

Nel 1991 arriva un grosso cambiamento all'estetica (introducendo i fanali anteriori rettangolari) rendendo la linea molto somigliante alla Lada Samara, alla ZAZ Tavria nonché alla Izh 2126. Anche i motori subirono un aumento di cilindrata a 1600 cm³ e venne montato il motore Rover serie K 1.4 benzina a iniezione elettronica da 103 cv con catalizzatore. La variante diesel aveva un 1.9 Peugeot da 70 cv. La nuova Polonez venne anche importata in Italia ma non riscosse successo eccezion fatta per la versione "Van - Combi" marchiata DAEWOO - FSO.
Le nomenclature furono: "Caro" per la versione a 2 volumi, "Atu" per quelle a 3 volumi e "Plus" per le vetture con equipaggiamento speciale (polizia, combi, van ecc.)
Nel 1994 una FSO Polonez Caro fu sottoposta a dei crash test, sottoponendosi alle regolamentazioni sulla sicurezza automobilistica dell'EU, così che poté essere esportata in tutto il mondo. Il modello in questione fu una Polonez Caro 1.9 GLD che venne fatta schiantare contro un blocco di cemento (senza gabbia di assorbimento in metallo) alla velocità di 50 km/h (31 mp/h) il veicolo affrontò l'impatto molto bene, tanto che tutte le portiere poterono essere aperte con facilità e i manichini all'interno non ebbero danni rilevanti. Tra l'altro, non ci fu nessuna perdita di combustibile.
Dopo la privatizzazione della FSO, rilevata dalla coreana GM Daewoo, la Polonez fu rinnovata con un restyling sul frontale e offrendo una versione Plus con climatizzatore e servosterzo di serie, la versione a tre volumi chiamata Atu e la versione Kombi.
Dalla Polonez è stato derivato un fuoristrada chiamato Polonez Analog.
Tra le persone note che hanno utilizzato questo modello, risulta che il sindacalista Lech Wałęsa salì sulla sua Polonez a fari tondi durante le manifestazioni contro il Partito Comunista del suo paese.
Nel 2021 circa 33.000 Polonez sono ancora in circolazione in Polonia